# تاتيانا سانتو دومينغو
تاتيانا سانتو دومينغو هي نجمة اجتماعية ومصممة أزياء سويسرية، ولدت في 24 نوفمبر 1983 في نيويورك في الولايات المتحدة.